# Таможенные аспекты международных почтовых отправлений
Таможенные аспекты международных почтовых отправлений (далее МПО) включают порядок прохождения таких отправлений через таможню, их таможенное оформление, таможенную стоимость, таможенный контроль и т. д.

## Сопроводительные документы
При перемещении товаров в рамках внешнеэкономической деятельности с использованием каналов МПО используются следующие сопроводительные документы:
- накладная сдачи депеш
- сопроводительный адрес к посылке,
- таможенная декларация формы CN 23 для мелких пакетов и посылок,
- ярлык «Таможня» CN 22 для мелких пакетов,
- сводный счёт для сгруппированных отправлений «Консигнация».

Юридические лица могут получать пересылаемые в МПО товары, общая стоимость которых в эквивалентном выражении не превышает 200 евро включительно, к которым не применяются меры экономической политики и в отношении которых не взимаются таможенные пошлины и налоги на основании письменного заявления, составленного в произвольной форме с указанием сведений о лице, перемещающем товары, декларанте, о товарах, включая их код, наименование, описание, количество и стоимость, а также об их таможенных режимах. В качестве Декларации на товары (ДТ) могут использоваться товаросопроводительные коммерческие и иные документы.
Все остальные товары, получаемые юридическими лицами в почтовых отправлениях, должны декларироваться путём представления в таможенный орган ДТ её электронной копии на магнитных носителях при условии соблюдения мер экономической политики (лицензирование, квотирование) и уплаты таможенных платежей в соответствии с действующим таможенным тарифом и выбранным режимом.
Не допускается пересылка в МПО товаров:
- запрещённых законодательством Российской Федерации соответственно к ввозу на таможенную территорию Российской Федерации или вывозу с этой территории;
- запрещённых к пересылке в соответствии с актами Всемирного почтового союза;
- в отношении которых применяются ограничения, установленные в соответствии с законодательством Российской Федерации о государственном регулировании внешнеторговой деятельности, и перечень которых может определяться Правительством Российской Федерации.

Товары, пересылаемые в Российскую Федерацию в МПО, при отсутствии возможности их вручения адресату, в том числе при отсутствии разрешения таможенного органа на выдачу МПО, хранятся на объекте почтовой связи в соответствии с Правилами оказания услуг почтовой связи, утвержденными Постановлением Правительства Российской Федерации от 26.09.2000 № 725 «Об утверждении Правил оказания услуг почтовой связи», 1 месяц, международные отправления экспресс-почты — 14 календарных дней.
При этом продление срока хранения МПО до 2 месяцев осуществляется руководителем объекта почтовой связи на основании разрешения, полученного адресатом в таможенном органе, в регионе деятельности которого осуществляется выдача МПО адресату. В отношении товаров, пересылаемых в МПО в адрес физических лиц, таможенный орган, выдавший разрешение на продление срока хранения МПО, информирует об этом таможенный орган, начисливший на эти товары таможенные пошлины, налоги. Действие Правил не распространяется на товары, перемещаемые через таможенную границу Российской Федерации дипломатической почтой и консульской вализой иностранных государств.
При утрате, хищении, повреждении (порчи или недостаче вложений) МПО или их выдаче получателю без предусмотренного Правилами разрешения таможенного органа ответственность за уплату таможенных пошлин, налогов несет оператор почтовой связи, допустивший указанные нарушения.

## Таможенная стоимость
Таможенная стоимость товаров, перемещаемых в МПО физическими лицами, определяется на основании стоимости, указанной в графе «Ценность» (таможенная) сопроводительных документов. Если МПО поступило в место обмена без сопроводительных документов, либо в случае отсутствия в них необходимой информации, таможенная стоимость товаров определяется таможенным органом самостоятельно.
Если товары, перемещаемые в МПО на таможенную территорию РФ, в соответствии с таможенным законодательством не облагаются таможенными платежами, сотрудник таможенного органа, в регионе деятельности которого находится место обмена, проставляет таможенный штамп «ВЫПУСК РАЗРЕШЁН», который заверяет своей личной номерной печатью. Объект почтовой связи, являющийся местом обмена, направляет МПО адресату вместе с соответствующими сопроводительными документами. Документы, необходимые для таможенных целей, остаются в таможенном органе, производившем таможенное оформление МПО. Ответственность за взимание таможенных платежей при выдаче МПО несёт объект почтовой связи, производящий выдачу МПО.
Физические лица могут получать пересылаемые в МПО товары, общая стоимость которых в эквивалентном выражении не превышает 1000 евро, и общий вес которых не превышает 31 кг без уплаты таможенных пошлин и налогов.
В случае получения физическим лицом товаров, пересылаемых в МПО, общая стоимость которых в эквивалентном выражении превышает 1000 евро или вес превышает 31 кг в части такого превышения применяется единая ставка таможенных пошлин и налогов, в размере 30 % таможенной стоимости указанных товаров.
С января 2018 года в связи с вступлением в силу Таможенного кодекса Евразийского экономического союза планируется постепенное уменьшение верхнего порога беспошлинного импорта МПО для физических лиц (отдельные страны могут устанавливать более низкий лимит). С 2019 года в России порог был уменьшен до 500 евро суммарно на человека в месяц. С начала 2020 года в России изменяются правила применения лимита: пошлиной в 15 % от стоимости будет облагаться каждое МПО дороже 200 евро; без ограничения на количество и общую стоимость отправлений за календарный месяц.

## Таможенное оформление товаров
Таможенное оформление товаров, пересылаемых в МПО, производится в приоритетном порядке и в кратчайшие сроки, которые не могут превышать трех дней с момента предъявления таких товаров для таможенного оформления таможенным органам, расположенным в месте международного почтового обмена или по месту нахождения получателя или отправителя МПО в случае необходимости подачи отдельной таможенной декларации.
При пересылке в МПО товаров, подлежащих санитарно- карантинному, ветеринарному или другим видам государственного контроля, таможенное оформление таких МПО допускается только после представления документов, свидетельствующих об осуществлении указанных видов государственного контроля.
Предназначение товаров, пересылаемых в МПО в адрес физического лица, устанавливает должностное лицо таможенного органа.
При установлении предназначения товаров должностное лицо таможенного органа должно принимать во внимание следующие факторы:
- характер товаров. Учитываются потребительские свойства товаров, традиционная практика их применения и использования в быту;
- количество товаров в одном МПО. Однородные товары (одного наименования, размера, фасона, цвета и т. п.) в количестве, явно превышающем потребность одного лица, получающего товары (а также членов его семьи), могут рассматриваться как не предназначенные для личного пользования адресата;
- частоту пересылки товаров. Однородные товары, пересылаемые хотя бы и в небольших количествах одним и тем же лицом или в адрес одного и того же лица одновременно либо в течение одной недели, могут рассматриваться как не предназначенные для личного пользования адресата.

Таможенные пошлины, налоги в отношении товаров, пересылаемых в МПО, не уплачиваются, если стоимость таких товаров, пересылаемых в течение одного месяца на имя одного человека, не превышает 1000 евро.
МПО, таможенное оформление которых завершено, места международного почтового обмена направляют по адресу, указанному на оболочке МПО либо в сопроводительных к нему документах.
При таможенном оформлении и таможенном контроле товаров, пересылаемых в МПО в адрес физических лиц, предназначенных для их личного пользования и облагаемых в соответствии с законодательством Российской Федерации таможенными пошлинами, налогами, должностное лицо таможенного органа, в регионе деятельности которого находится место международного почтового обмена, при исчислении и начислении подлежащих уплате таможенных пошлин, налогов использует таможенный приходный ордер (далее — ТПО) с указанием в нём таможенной стоимости, а также массы (веса) пересылаемых в МПО товаров.
Должностное лицо таможенного органа на основании сведений, содержащихся в ТПО, заполняет графы бланка почтового перевода с указанием в них подлежащих уплате сумм таможенных пошлин, налогов; почтового адреса получателя МПО; почтового адреса и наименования таможенного органа, а также реквизитов расчётного счёта таможенного органа, начислившего таможенные пошлины, налоги. В графе «Для письменного сообщения» указывается справочный номер ТПО и регистрационный номер МПО. Заполненный бланк почтового перевода ф. 112 вместе с третьим экземпляром ТПО прочно прикрепляется к оболочке МПО или бланку сопроводительного адреса СР 71, и место международного почтового обмена направляет это МПО в объект почтовой связи, в регионе деятельности которого находится получатель.
Должностное лицо таможенного органа проставляет отметку «Выпуск разрешен с обязательной уплатой таможенных пошлин, налогов», которую подписывает и заверяет оттиском личной номерной печати.

## Выдача МПО
Выдачу физическим лицам МПО производит оператор почтовой связи, в регионе деятельности которого находятся получатели МПО, только после уплаты таможенных пошлин, налогов. Уплата таможенных пошлин, налогов осуществляется путём перечисления необходимой денежной суммы на счёт таможенного органа, их начислившего, по поступившему вместе с МПО из места международного почтового обмена бланку почтового перевода ф. 112. При выдаче адресатам МПО, содержащих товары, на которые таможенным органом начислены таможенные пошлины, налоги, организацией почтовой связи, являющейся местом международного почтового обмена, данная выдача осуществляется только после получения всей суммы таможенных пошлин, налогов этой организацией почтовой связи.
Прием и оформление почтовых переводов, а также передача их на контроль осуществляется работниками объекта почтовой связи в соответствии с порядком, установленным федеральным органом исполнительной власти, осуществляющим управление деятельностью в области почтовой связи. Подразделение таможенного органа, производившее таможенное оформление товаров, проверяет правильность уплаченной суммы таможенных платежей и в случае подтверждения правильности
уплаченной суммы снимает МПО с контроля.
Таможенный орган, расположенный в месте международного почтового обмена, еженедельно информирует это место обмена в письменном виде о тех МПО, в отношении которых подтверждение об уплате таможенных пошлин, налогов к установленному сроку не поступило. Данная информация представляется месту международного почтового обмена не позднее четырёх месяцев после начисления таможенных платежей. При получении указанной информации место международного почтового обмена должно организовать проверку в отношении указанных МПО и принять меры к перечислению на счёт таможенного органа таможенных пошлин, налогов, подлежащих уплате.

## Пересылка МПО
Простые и заказные письма, почтовые карточки и мешки «М» с вложением письменных сообщений и печатных материалов, секограммы, международные отправления экспресс-почты (за исключением бандеролей и мелких пакетов) пересылаются за пределы Российской Федерации без проставления таможенными органами на сопроводительных документах печатей и штампов. Таможенный контроль таких МПО таможенными органами Российской Федерации осуществляется выборочно.
Таможенное оформление и таможенный контроль товаров, пересылаемых в МПО за пределы таможенной территории Российской Федерации, осуществляется таможенными органами, расположенными в местах международного почтового обмена, за исключением товаров, в отношении которых должна быть подана отдельная таможенная декларация при необходимости подтверждения вывоза этих товаров с таможенной территории Российской Федерации таможенному и (или) налоговому органам.
Декларирование товаров, пересылаемых в МПО и не требующих подачи отдельной таможенной декларации, производится путём заполнения таможенной декларации CN 23 или ярлыка «Таможня» CN 22, наклеиваемого на адресную сторону упаковки МПО, при сдаче МПО организации почтовой связи для пересылки за пределы таможенной территории Российской Федерации.
Таможенное оформление товаров, пересылаемых из Российской Федерации в МПО, в определённых законодательством Российской Федерации случаях, может быть завершено только после осуществления санитарно-карантинного, карантинного фитосанитарного, ветеринарного и других видов государственного контроля.
Таможенное оформление и таможенный контроль пересылаемых в МПО товаров, в отношении которых должна быть подана отдельная таможенная декларация при необходимости подтверждения вывоза этих товаров с таможенной территории Российской Федерации таможенному и (или) налоговому органам, производится таможенным органом, в регионе деятельности которого расположен отправитель, до сдачи МПО организации почтовой связи для пересылки за пределы таможенной территории Российской Федерации.
В этом случае при декларировании товаров используется ГТД, а установленные актами Всемирного почтового союза таможенные декларации CN 23 представляются в таможенные органы дополнительно, не менее чем в трех экземплярах.
Для обеспечения идентификации товаров, таможенное оформление которых производилось с подачей ГТД, используются таможенные пломбы или печати, накладываемые должностным лицом таможенного органа на МПО после завершения таможенного оформления.

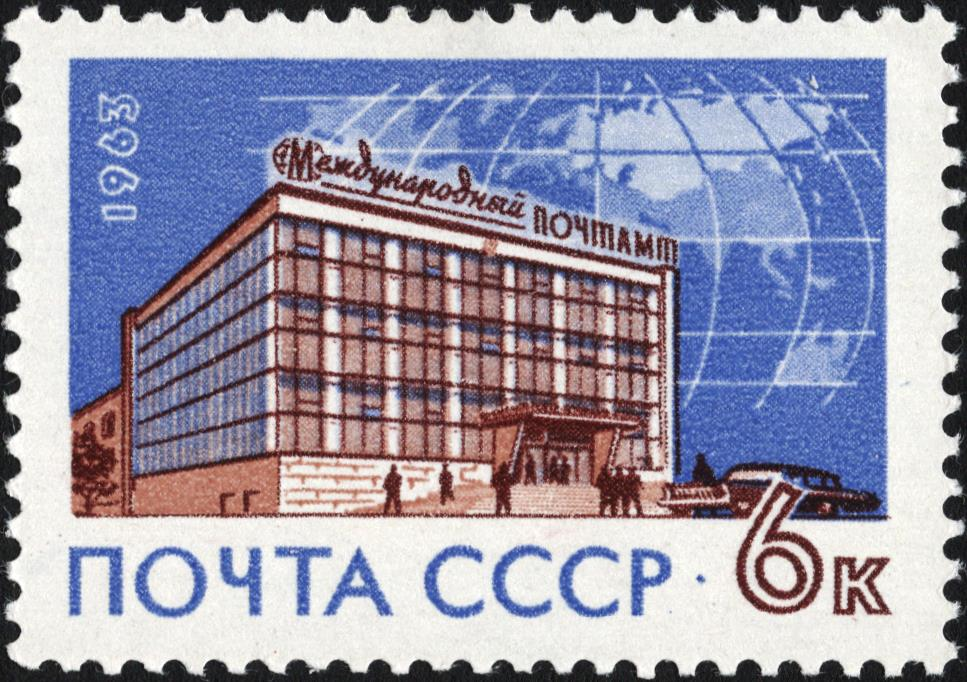
Международный почтамт в Москве на марке СССР (1963)

Формирование МПО в депеши для отправки в пункты международного почтового обмена осуществляется с разрешения таможенного органа, расположенного в месте международного почтового обмена. При этом должностное лицо таможенного органа, расположенного в месте международного почтового обмена, в правом верхнем углу накладной ф. 16, в которой указаны номера депеш, количество мешков и их вес, проставляет отметку «Выпуск разрешен», заверяя его подписью и оттиском личной номерной печати.
При наличии ГТД их номера указываются работником места международного почтового обмена на оборотной стороне накладной ф. 16 и заверяются подписью и оттиском личной номерной печати должностного лица таможенного органа, расположенного в месте международного почтового обмена.
При поступлении депеш с МПО в пункт международного почтового обмена должностное лицо таможенного органа, в регионе деятельности которого расположен этот пункт обмена, в присутствии работника пункта международного почтового обмена проверяет целостность средств идентификации, наложенных на депеши в месте международного почтового обмена.

## Возврат МПО
Неврученные адресату МПО (в том числе и когда адресат, получивший уведомление, не явился в таможенный орган для подачи отдельной таможенной декларации) подлежат возврату в место международного почтового обмена, из которого они были получены, с обязательным указанием причин, по которым осуществляется возврат. Возвращаемые организацией почтовой связи МПО могут пересылаться (досылаться) в другие места международного почтового обмена для отправки и вручения адресату при условии согласования этой операции местом международного почтового обмена с таможенным органом, расположенным в этом месте обмена, в порядке, утвержденном руководителями этих организаций.
Таможенное оформление возврата МПО производится в соответствии с таможенным режимом реэкспорта с использованием в качестве таможенной декларации справки ф. 20, составленной объектом почтовой связи, или ярлыка CN 15, или отметки в виде оттиска штампа с указанием причины возврата и проставлением отметки «Retour» («Возврат»), заверенных подписью работника организации почтовой связи и оттиском её календарного штемпеля.
Таможенный орган, расположенный в месте международного почтового обмена, при проведении таможенного оформления возврата, содержащего товары МПО, проводит таможенный досмотр возвращаемых МПО для проверки соответствия вложений сведениям, указанным в сопроводительных документах, имеющих отметки, проставленные таможенными органами при ввозе указанных МПО на таможенную территорию Российской Федерации.
Разрешение на вывоз таких МПО дает должностное лицо таможенного органа, расположенного в месте международного почтового обмена, проставляя на сопроводительных документах или на оболочке МПО запись «Возврат за пределы Российской Федерации разрешен», заверяя её подписью и оттиском личной номерной печати.
МПО могут досылаться в связи с изменением места жительства адресата или в связи с изменением или исправлением адреса в пределах Российской Федерации или за её пределами. МПО, досылаемые в пределах Российской Федерации, могут пересылаться непосредственно в иной объект почтовой связи для вручения адресату, минуя места международного почтового обмена, из которых они были получены, при условии, что таможенное оформление этих МПО произведено. В противном случае досылаемые МПО пересылаются для проведения таможенного оформления в те места международного почтового обмена, из которых они были получены. МПО, досылаемые за пределы Российской Федерации, возвращаются в места международного почтового обмена, из которых они были получены.

## Нормативно-правовые акты
- Приказ ГТК от 03.12.2003 г. № 1381 «Об утверждении правил таможенного оформления и таможенного контроля товаров, пересылаемых через таможенную границу РФ в международных почтовых отправлениях»